# Baetidae
Los bétidos (Baetidae) son una familia de efímeras con alrededor de 900 especies en más de cien géneros distribuidas en el mundo. Se encuentran entre las cachipollas más pequeñas, con adultos que raramente exceden los 10 mm de longitud excluyendo las dos esbeltas y algunas veces más pequeñas colas, y los miembros de la familia son a menudo denominados "efímeras pequeñas" o "efímeras minnow pequeñas" (traducciones literales del inglés, puede que exista un término específico en español). La mayoría de las especies tienen largas alas delanteras ovales muy poco venadas transversalmente (véase el sistema de Comstock-Needham), pero las alas posteriores son normalmente muy pequeñas o incluso están ausentes. Los machos con frecuencia tienen ojos muy grandes, con forma de torrecillas sobre la cabeza (esto se conoce como "estado espiroidal" (traducción literal de "turbinate condition" en inglés).
Los baétidos se reproducen en una amplia variedad de lugares, desde aguas de lagos y arroyos hasta acequias e incluso cisternas. Las ninfas son buenas nadadoras y se alimentan principalmente de algas.
Los ejemplares más antiguos datan del Cretácico tardío.

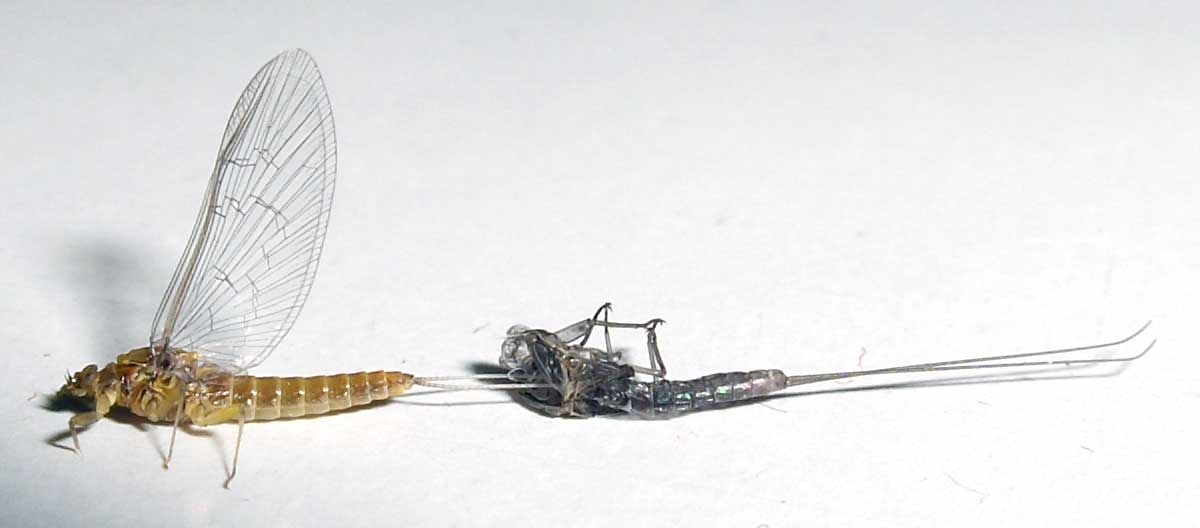
Una efímera baétida saliendo de su exuvia.

Lista de géneros